# Жалгызкарагай
Жалгызкарага́й (каз. Жалғызқарағай, до 2007 г. — Приозёрное) — село в Аккольском районе Акмолинской области Казахстана. Административный центр Жалгызкарагайского сельского округа. Код КАТО — 113251100. Основано в 1905 году.

## География
Село расположено в северной части района, на расстоянии примерно 36 километров (по прямой) к северо-востоку от административного центра района — города Акколь.
Абсолютная высота — 299 метров над уровнем моря.
Климат холодно-умеренный, с хорошей влажностью. Среднегодовая температура воздуха положительная и составляет около +3,3°С. Среднемесячная температура воздуха в июле достигает +19,5°С. Среднемесячная температура января составляет около −15,1°С. Среднегодовое количество осадков составляет около 410 мм. Основная часть осадков выпадает в период с июня по август.
Ближайшие населённые пункты: село Тастыадыр — на севере, село Кайнар — на юге.
Близ села проходит проселочная дорога «Мамай — Акколь»: с выходом на автодорогу КС-8 — на юге, на Р-6 — на севере.

## Население
В 1989 году население села составляло 871 человек (из них казахи — 36 %, русские — 33 %).
В 1999 году население села составляло 772 человека (386 мужчин и 386 женщин). По данным переписи 2009 года, в ауле проживало 505 человек (263 мужчины и 242 женщины).
| Численность населения | Численность населения | Численность населения |
| 1989                  | 1999                  | 2009                  |
| --------------------- | --------------------- | --------------------- |
| 871                   | ↘772                  | ↘505                  |